# 満濃池森林公園
満濃池森林公園（まんのういけしんりんこうえん）は、香川県仲多度郡まんのう町（旧仲南町）に所在する香川県立の森林公園である。指定管理者制度が導入されていて、財団法人香川県造園事業協同組合が管理している。日本最大のため池・満濃池の西南岸に位置し、全47都道府県指定の30種類の県木が植えられている都道府県の森（置県百年記念の森）や全国植樹祭記念植樹ゾーンで多様な植物を観賞できる。また、約3,700本の桜があり花見の名所にもなっている。この他、園内にはアスレチックコースや広場、遊具などの施設も有る。

## 主な施設

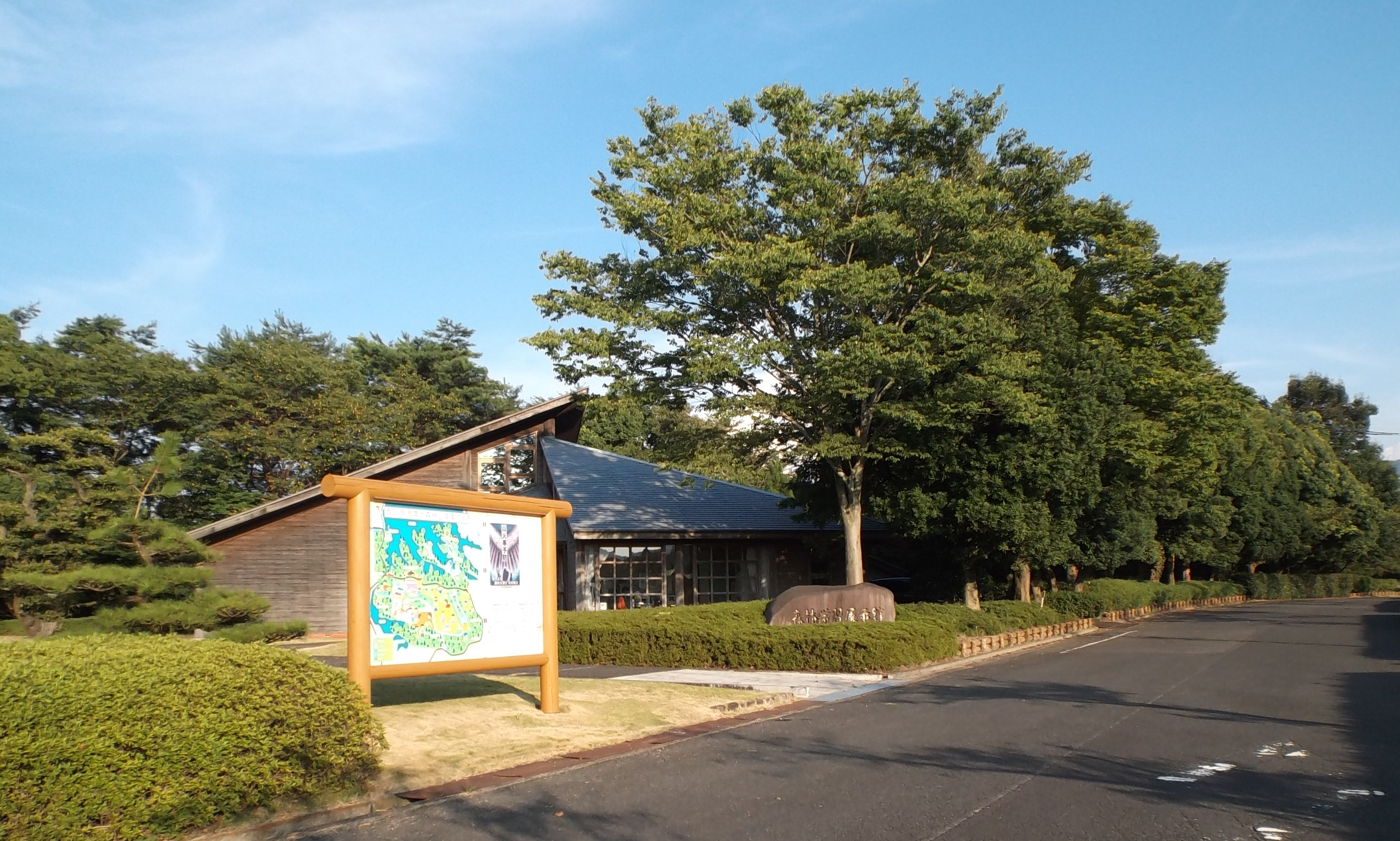
森林学習展示館

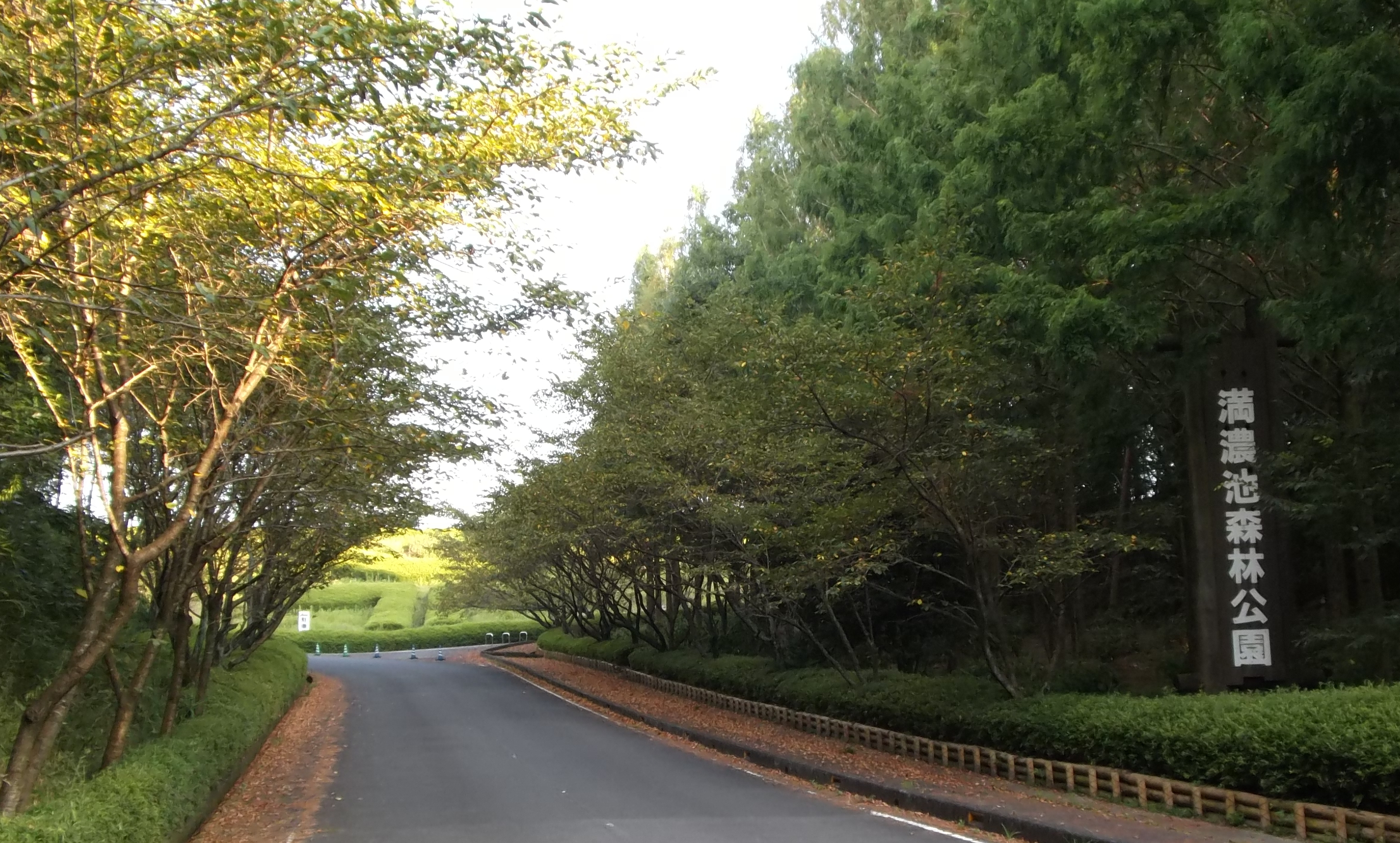
森林公園入り口

- 森林学習展示館
- 森林の館 - 物品の販売
- 都道府県の森（置県百年記念の森）
- 全国植樹祭記念植樹ゾーン
- 芝生広場、運動広場、ファミリー広場（遊具）
- アスレチックコース
- トイレ
- 駐車場 - 普通車324台、バス10台

## アクセス
- 土讃線塩入駅からで北東へ徒歩1.3km
- 善通寺インターチェンジより25分

## 周辺
- 国営讃岐まんのう公園
- 神野寺
- 神野神社
- 満濃池
- 金刀比羅宮
- 道の駅空の夢もみの木パーク